# Goran Sankovič
Goran Sankovič (Celje, 18 juni 1979 – juni 2022) was een Sloveens voetballer die speelde als verdediger.

## Carrière
Sankovič maakte zijn debuut in 1996 voor NK Celje, hij speelde er tot in 2001. Hij maakte de overstap naar Slavia Praag en hen won hij de beker in 2002. Nadien speelde hij nog voor Akratitos en Panionios maar kwam weinig aan spelen toe.
Hij speelde vijf interlands voor Slovenië; met de Sloveense ploeg nam hij deel aan het WK voetbal 2002.

## Overlijden
Sankovič werd op 4 juni 2022 door de politie van Celje dood gevonden, nadat hij een dag eerder als vermist was opgegeven.

## Erelijst
- Slavia Praag
  - Beker van Tsjechië: 2002

1 Simeunovič ·
2 Sankovič ·
3 Milinovič ·
4 Vugdalić ·
5 Galič ·
6 Knavs ·
7 Novak ·
8 A. Čeh  ·
9 Osterc ·
10 Zahovič ·
11 Pavlin ·
12 Dabanovič ·
13 Rudonja ·
14 Gajser ·
15 Tavčar ·
16 Tiganj ·
17 Pavlović ·
18 Ačimovič ·
19 Karič ·
20 N. Čeh ·
21 Cimirotič ·
22 Nemec ·
23 Bulajič ·
Coach: Katanec